# Karl Gottlieb Bretschneider

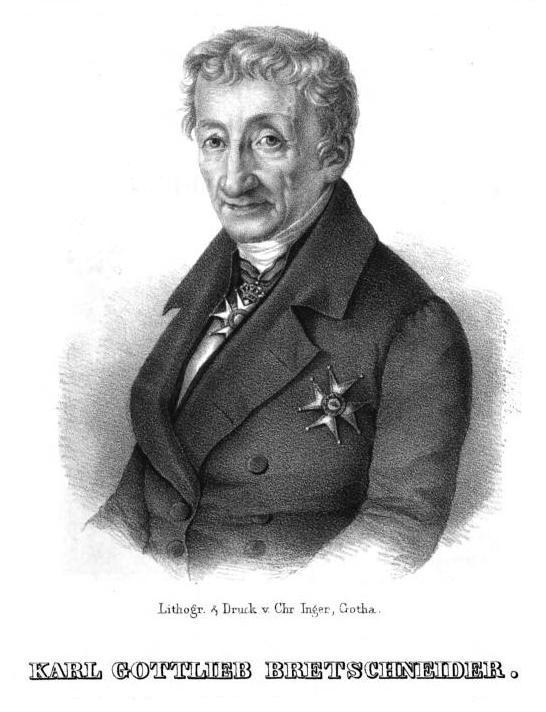
Karl Gottlieb Bretschneider

Karl Gottlieb Bretschneider (* 11. Februar 1776 in Gersdorf im Erzgebirge; † 22. Januar 1848 in Gotha) war ein deutscher protestantischer Theologe und wichtiger Vertreter des Theologischen Rationalismus.

## Leben
Als Sohn des Pfarrers Johann Gottlieb Bretschneider und seiner Frau Johanna Christina (geb. Küttner) geboren, verlor er bereits im 13. Lebensjahr seine Eltern. Daraufhin wurde er von seinem Onkel erzogen. 1794 immatrikulierte er sich an der Universität Leipzig. Im Anschluss an seine Studien nahm er 1797 eine Hauslehrersteller in Oberwiera an und kehrte 1802 in gleicher Funktion nach Leipzig zurück. 1804 promovierte und habilitierte er sich an der Universität Wittenberg, woraufhin er als Privatdozent Vorlesungen über Philosophie und Theologie hielt. Er entschloss sich aufgrund der unruhigen Kriegszeiten, eine kirchliche Laufbahn einzuschlagen, und lehnte daher 1809 eine Berufung an die Universität Königsberg ab. Stattdessen ging er als Pfarrer nach Schneeberg und Annaberg. 1816 kam er als Generalsuperintendent nach Gotha, wo er bis zu seinem Tode bedeutend literarisch tätig war.
Als Theologe vertrat er in seinen Schriften den Standpunkt des rationalen Supranaturalismus und beschäftigte sich neben der Dogmatik mit biblischer Philologie. Kirchenpolitisch bekämpfte er den Zwang zur Bekenntnisverpflichtung und nahm damit einen unionsfreundlichen Standpunkt ein. Als bedeutendstes Verdienst wird die Herausgabe der Werke Philipp Melanchthons in einem von ihm inaugurierten Corpus Reformatorum angesehen.
Bretschneider wurde am 19. Juli 1808 in die Freimaurerloge Zu den drei Reißbrettern in Altenburg aufgenommen; 1829 trat er der Loge Ernst zum Compaß in Gotha bei, der er bis zu seinem Lebensende angehörte.
Sein Sohn war der Jurist und Mathematiker Carl Anton Bretschneider.

## Auszeichnungen
- Herzoglich Sachsen-Ernestinischer Hausorden, Komtur I. Klasse (1. Januar 1845)[2]

## Werkauswahl
- Systematische Entwicklung aller in der Dogmatik vorkommenden Begriffe 1804
- Systematische Darstellung der Dogmatik und Moral der apocryphen Schriften des Alten Testaments I 1805
- Handbuch der Dogmatik der evangelischen-lutherischen Kirche 1814, 1838
- Probabilia de evangelii et epistolarum Joannis apostoli indole et origine 1820
- Predigten an Sonn- und Festtagen, Leipzig 1823
- Lex. Manuale Graeco - Latinum in libros NT 1824
- Heinrich und Antonio, oder Die Proselyten der römischen und der evangelischen Kirche., Gotha 1827
- Hg.: Neues Gothaisches Gesangbuch für die öffentliche Gottesverehrung und für die häusliche Andacht. Gotha 1828, der „Vorbericht“ von Bretschneider datiert vom 5. Oktober 1825
- Aphorismen über die Frage: ob evangelische Regierungen gegen den Rationalismus einzuschreiten haben? 1830
- Der Simonismus und das Christenthum: Oder beurtheilende Darstellung der Simonistischen Religion, ihres Verhältnisses zur christlichen Kirche und der Lage des Christenthums in unserer Zeit, Leipzig, Vogel, 1832.
- Die Grundlage des evangelischen Pietismus 1833
- Die Theologie und die Revolution, 1835
- Systematische Entwickelung aller in der Dogmatik vorkommenden Begriffe nach der evangelisch-lutherischen und reformierten Kirche und den wichtigsten dogmatischen Büchern ihrer Theologen., Leipzig 1841
- Clementine, oder, die Frommen und Altgläubigen unsrer Tage., Halle 1841
- Die religiöse Glaubenslehre nach der Vernunft der Offenbahrung 1843
- Die deutsche Reformation der Kirche nach ihrem Wesen und ihrem Werthe, Leipzig 1844
- Für die Deutschen Katholiken 1845